# Hospital de San Juan de Acre
El Hospital de San Juan de Acre fue un hospedería medieval de peregrinos ubicada en el municipio de Navarrete en La Rioja (España). Fundado en el año 1185, fue hospedería para la recepción de peregrinos en el camino hacia Santiago de Compostela, y representaba la frontera entre la zona cristiana y musulmana, siendo su último bastión durante la reconquista. Navarrete significa puerta de Navarra[cita requerida] y la denominación del hospital proviene de la defensa de las murallas de Acre (Israel) que realizaron los caballeros de la orden de Malta en la denominada caída de Acre. 
Tras el derribo de su estructuras en el siglo XIX, dejaron el hospital como una ruina. Su portada de estilo románico se conservó, instalándola como acceso principal del cementerio del municipio. En 1990 se iniciaron las excavaciones arqueológicas en el lugar y se encontraron los muros principales del antiguo hospital. Uno de los hallazgos arqueológicos fue la existencia de cuatro enterramientos. A comienzos del siglo XXI ya solo existen los restos de la portada en el cementerio municipal, y los restos de la planta de la antigua iglesia, ubicados al otro extremo del pueblo. 

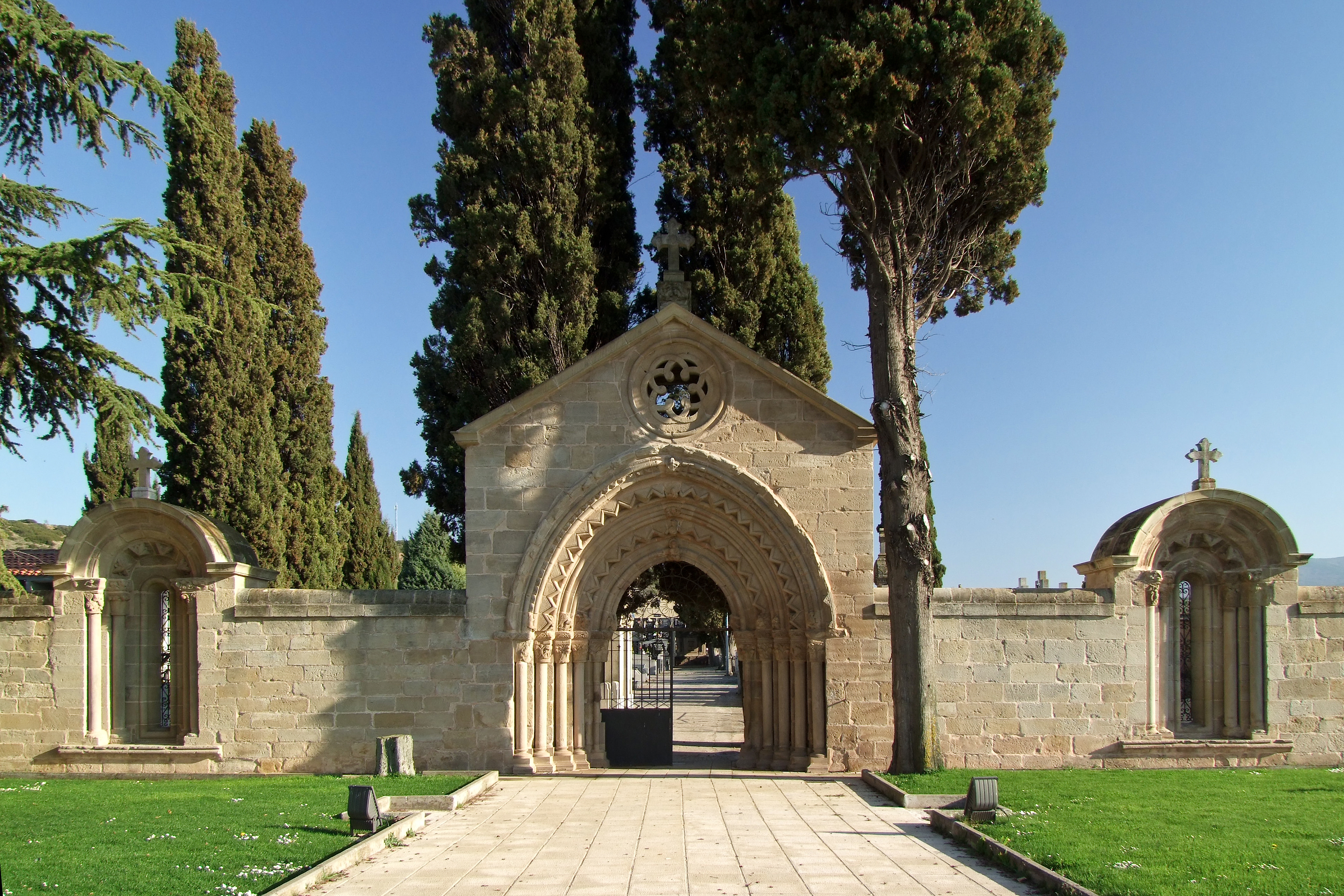
Portada de los restos del hospital, trasladada para hacer de entrada al cementerio del municipio de Navarrete.